# Saks Fifth Avenue
Saks Fifth Avenue ist eine amerikanische Luxus-Kaufhauskette mit Firmensitz in New York City.
Auf das erste, 1924 auf der Fifth Avenue in Manhattan eröffnete Saks-Kaufhaus folgten im Laufe der Jahre weitere Filialen in den USA (Stand 2015: 38 Filialen in 22 Bundesstaaten sowie Puerto Rico). Hinzu kommen seit 2001 fünf internationale Filialen, die von Lizenzpartnern  betrieben werden, und 90 amerikanische Filialen der 1992 gegründeten Outlet-Tochtergesellschaft Saks OFF 5th. Das Unternehmen war von 1996 bis 2013 über die Muttergesellschaft Saks Holdings, Inc. (ab 1998: Saks, Inc.) an der New Yorker Börse notiert. Ende 2013 wurde Saks Fifth Avenue von der kanadischen Hudson’s Bay Company aufgekauft, die seither Saks-Ladengeschäfte in Kanada eröffnet hat und weitere Eröffnungen, unter anderem in Deutschland, plante. Das Saks-Sortiment umfasst hochpreisige Bekleidung, Schuhe, Schmuck, Accessoires und Kosmetik für Damen, Herren und Kinder sowie Feinkost, Geschenkartikel, Heimtextilien und Einrichtungsgegenstände des gehobenen Segments.

## Unternehmensgeschichte

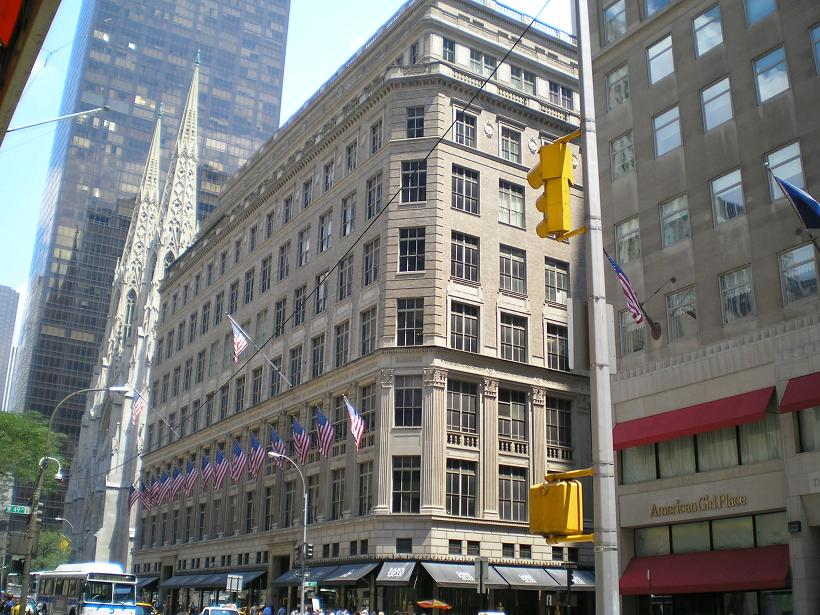
Flagship-Store in Manhattan:
611 5th Avenue (2007)

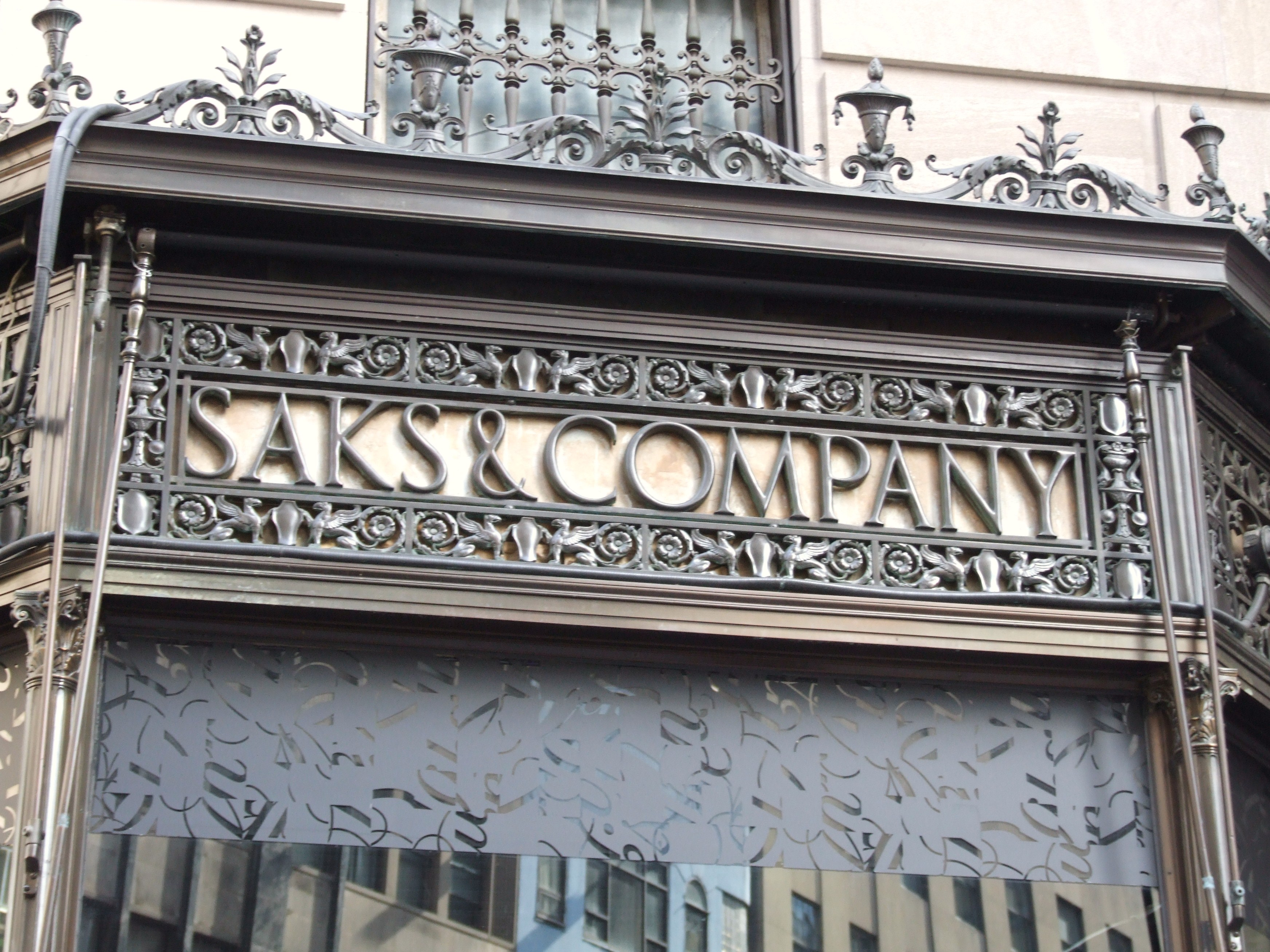
Saks & Company – Reminiszenz an die ursprünglichen Betreiber am New Yorker Flagshipstore (2008)

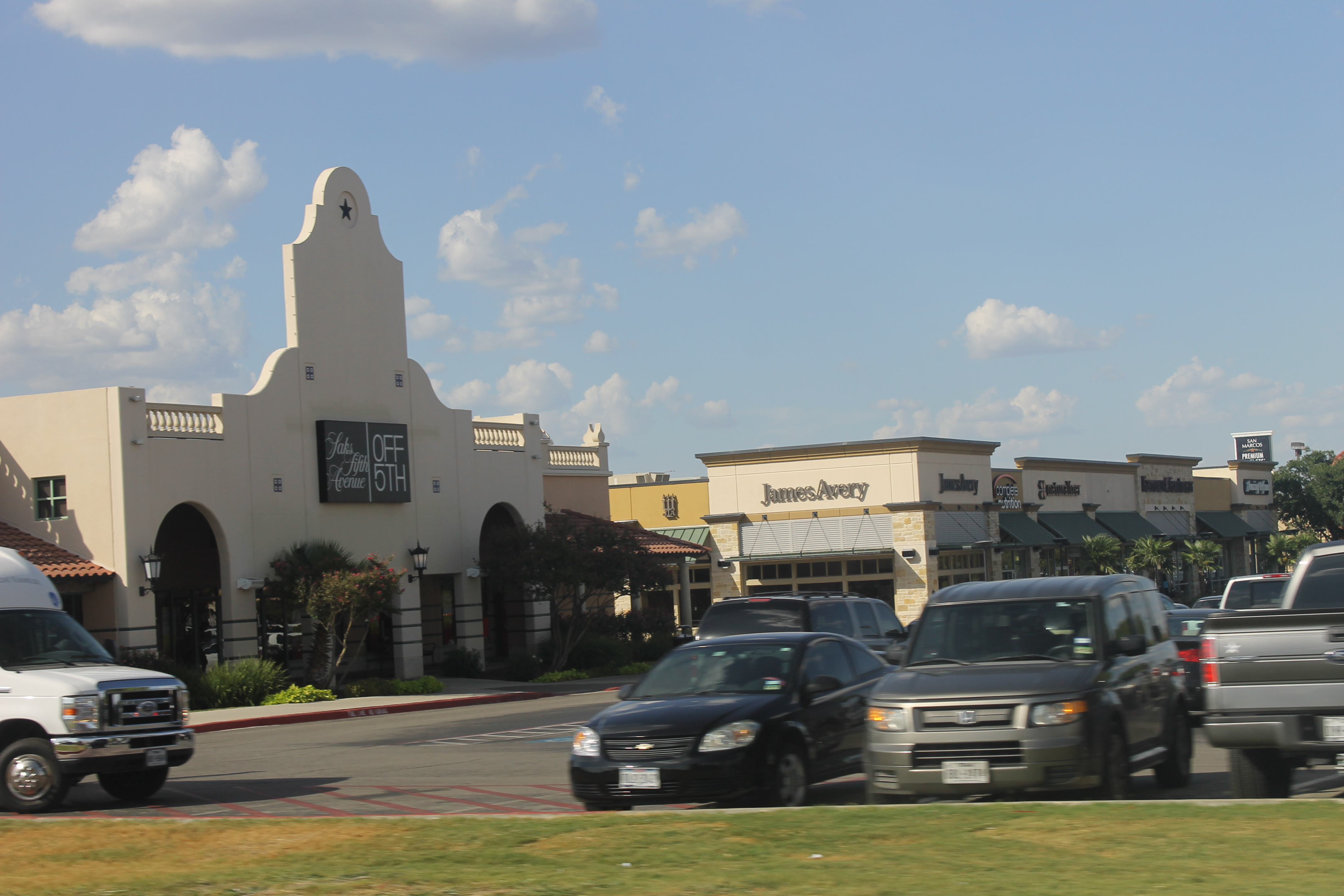
Saks OFF 5th Geschäft in San Marcos, Texas

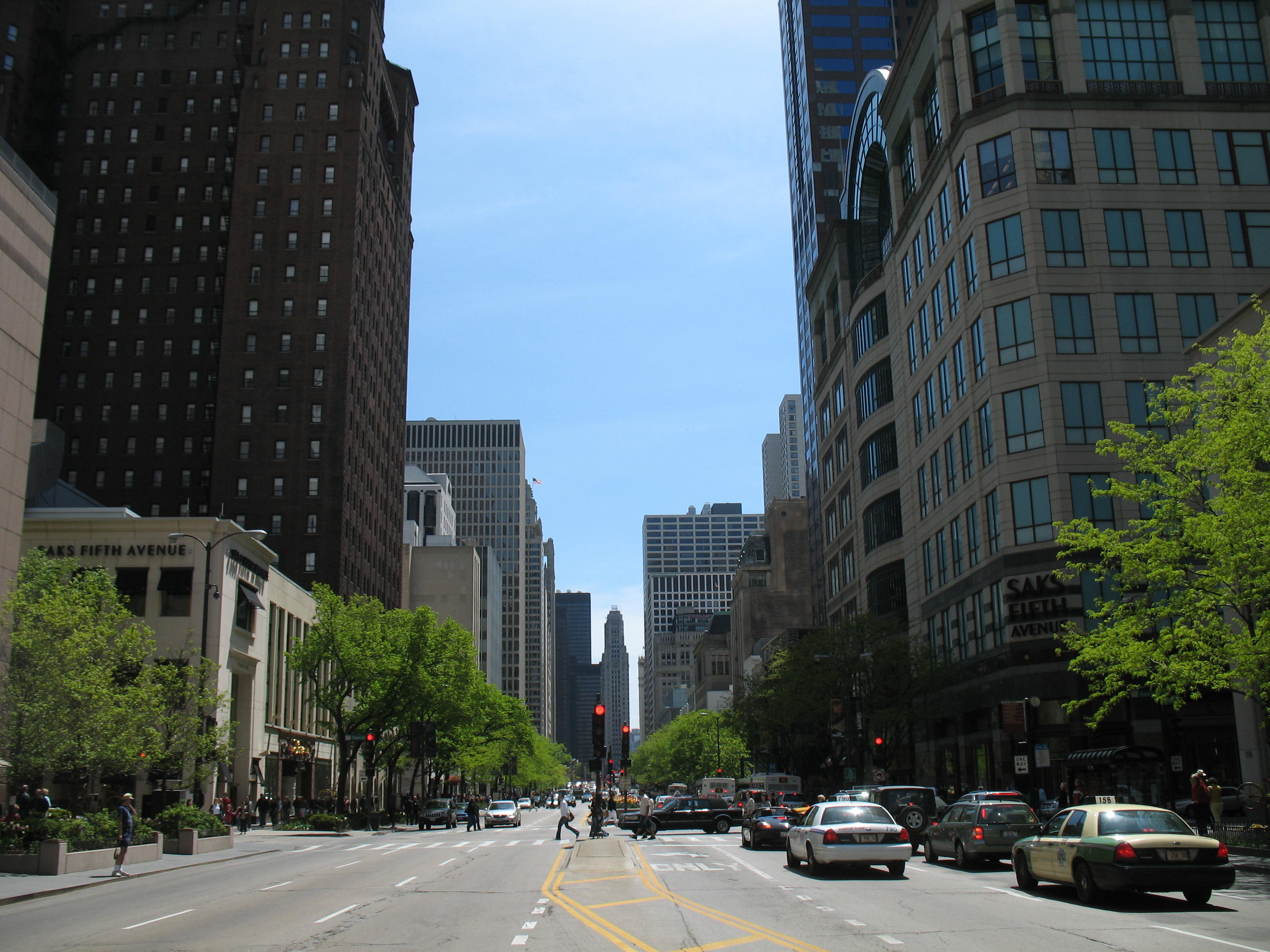
Separate Häuser für Herren (links) und Damen (rechts) in Chicago (2007)

Der aus Baltimore stammende Kaufmann Andrew Saks eröffnete 1867 in Washington, D.C. ein Bekleidungsgeschäft und gründete 1902 mit einem Ladengeschäft in Manhattan auf der Sixth Avenue die Saks & Company. Nach seinem Tod 1912 übernahm sein Sohn Horace die Geschäftsführung. Horace Saks schloss sich 1922 mit dem New Yorker Kaufmann Bernard Gimbel zusammen, sodass am 15. September 1924 ein gemeinsames Geschäft mit gehobenem Sortiment auf der Fifth Avenue, zwischen der 49. und 50. Straße gegenüber dem später gebauten Rockefeller Center, unter dem Namen Saks Fifth Avenue eröffnet werden konnte. Gleichzeitig wurden sowohl die Ladengeschäfte von Saks & Company als auch die von Gimbel Bros. für das Mittelklassesegment fortgeführt.
Weil Horace Saks 1926 unerwartet an einer Blutvergiftung starb, übernahm dessen Assistent, Adam Gimbel, ein Cousin von Bernarnd, die Geschäfte. Gimbel Bros. wurde schließlich Eigentümer aller drei Ladenketten. Unter Adam Gimbel wurde exklusive Designermode aus Europa importiert, das Schuhsortiment erweitert, exklusive Shops-in-Shop im elegant renovierten Saks-Haupthaus integriert und eine saisonale Zweigstelle in Palm Beach eröffnet. Mit dem Geschäft in Chicago wurde 1929 die erste umfassende auswärtige Saks-Filiale eingeweiht. Ende der 1930er Jahre gab es zehn Saks-Filialen in den USA. Bis zu Adam Gimbels Pensionierung 1969 war das Filialnetz von Saks Fifth Avenue auf 28 Geschäfte in 16 Bundesstaaten vergrößert worden. 1970 lancierte Saks Fifth Avenue die Bestellung via Folio-Katalog (2001 eingestellt). Zwischen 1972 und 1989 öffneten weitere 20 Saks-Geschäfte in den USA.
1973 übernahm British American Tobacco den Gimbel Bros. Konzern. Der Flagshipstore auf der Fifth Avenue wurde 1978 umfassend renoviert, die Gimbel-Ladengeschäfte wurden bis 1986 geschlossen. 1990 übernahm Investcorp aus Bahrain, denen damals Gucci und Tiffany & Co. gehörten, das Unternehmen Saks für 1,6 Mrd. Dollar. 1992 eröffnete Saks das erste Outlet-Geschäft namens Clearinghouse in Pennsylvania, in dem nicht verkaufte Ware der Saks-Geschäfte zu reduzierten Preisen angeboten wurde. Die Outlet-Sparte wurde 1995 im Rahmen von Expansionsplänen in Saks OFF 5th umbenannt und existiert mit über 90 Geschäften bis heute. 1995 öffnete das bis dahin größte Saks-Geschäft in Beverly Hills seine Türen. 1996 ging die Muttergesellschaft Saks Holdings, Inc. an die New Yorker Börse (Tickersymbol: SKS). 1998 übernahm der Warenhauskonzern Proffitt's aus Alabama, dem weitere amerikanische Warenhausketten gehörten (bis 2006/2007 alle verkauft), Saks Holdings Inc. für 2,1 Mrd. Dollar und änderte den eigenen Namen in Saks, Inc. Anfang der 2000er Jahre existierten um die 60 Saks-Geschäfte und 50 Outlet-Läden. Im Sommer 2000 ging zudem der firmeneigene Onlineshop unter saks.com online.
Über Lizenzabkommen bestehen bzw. bestanden fünf Saks-Filialen an internationalen Standorten: Dubai (Ende 2016 geschlossen), Bahrain, Almaty und Mexiko-Stadt (2×). Das erste Lizenz-Ladengeschäft war 2001 in Riad eingeweiht worden (2012 geschlossen).
Am 29. Juli 2013 gab die Hudson’s Bay Company (HBC) aus Kanada bekannt, dass sie Saks, Inc. für 2,9 Mrd. Dollar kaufen werde. Die Transaktion wurde im November 2013 vollzogen. Seither ist Saks ein Tochterunternehmen von HBC. Ende 2014 wurde der Wert des Saks-Gebäudes auf der Fifth Avenue mit 3,7 Mrd. Dollar beziffert.
Im Frühjahr 2016 eröffnete Hudson’s Bay das erste kanadische Saks-Geschäft in Toronto. Weitere kanadische Filialen sowie Ladengeschäfte der Outlet-Sparte Saks OFF 5th folgten. Am 9. September 2016 öffnete das bislang zweite Saks-Geschäft in Manhattan im Shopping Center Brookfield Place seine Türen.
Im Sommer 2017 eröffnete Hudson’s Bay, der zwischen 2015 und 2019 auch die Galeria-Kaufhof-Kette gehörte, Saks-OFF-5th-Filialen in Deutschland. Alle deutschen Filialen sind seit Juli 2019 wieder dauerhaft geschlossen.
Seit 2015 ist Marc Metrick, ein Hudson’s-Bay-Manager, CEO von Saks Fifth Avenue.